# Theodor Burchard Bartman

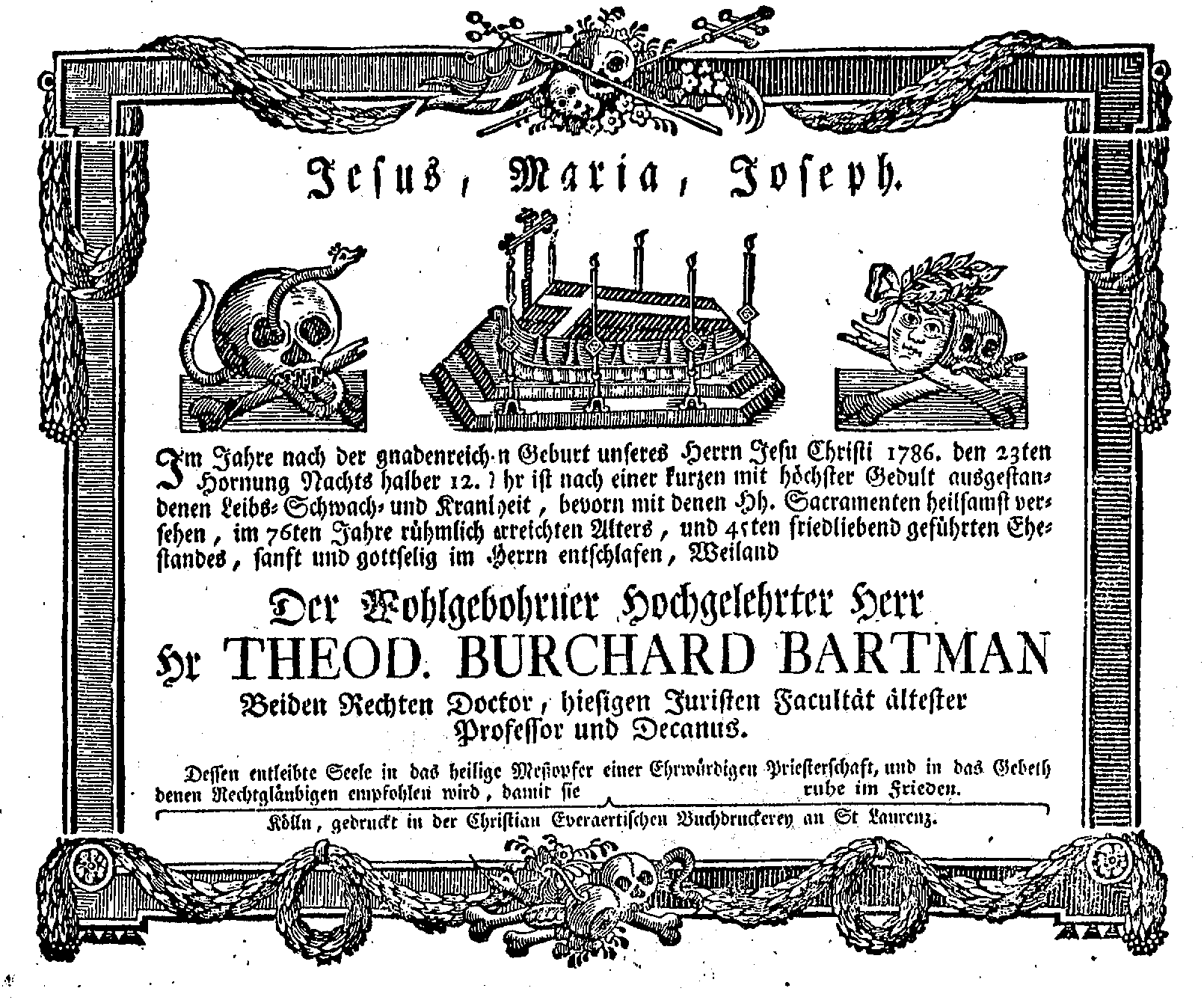
Totenzettel 1786, Köln

Theodor Burchard Bartman (* 1. Juni 1710 in Herbern; † 23. Februar 1786 in Köln) war ein deutscher Jurist und Hochschullehrer in Köln.

## Leben
Er wuchs als ältester Sohn Dietherich Herman Bartmans und seiner Frau Johanna Bruns in Herbern auf. Sein Vater war Jäger im Dienst des 1726 zum Reichsgrafen erhobenen Theodor Burchard von Merveldt zu Schloss Westerwinkel. Von Merveldt wurde auch Taufpate Theodor Burchards.
Als Sechzehnjähriger besuchte er eine Lateinschule und begann anschließend ein Jurastudium an der damaligen Universität Köln. Dort schlug er die akademische Laufbahn ein und beschäftigte sich unter anderem mit den Institutiones und den Pandekten des Corpus iuris civilis. 1735 wurde er zunächst als Repetitor Mitglied der juristischen Fakultät, 1738 promovierte er zum Licentiaten. Daneben arbeitete er offenbar sehr erfolgreich auch als Anwalt und kam schnell zu Ansehen und Vermögen.

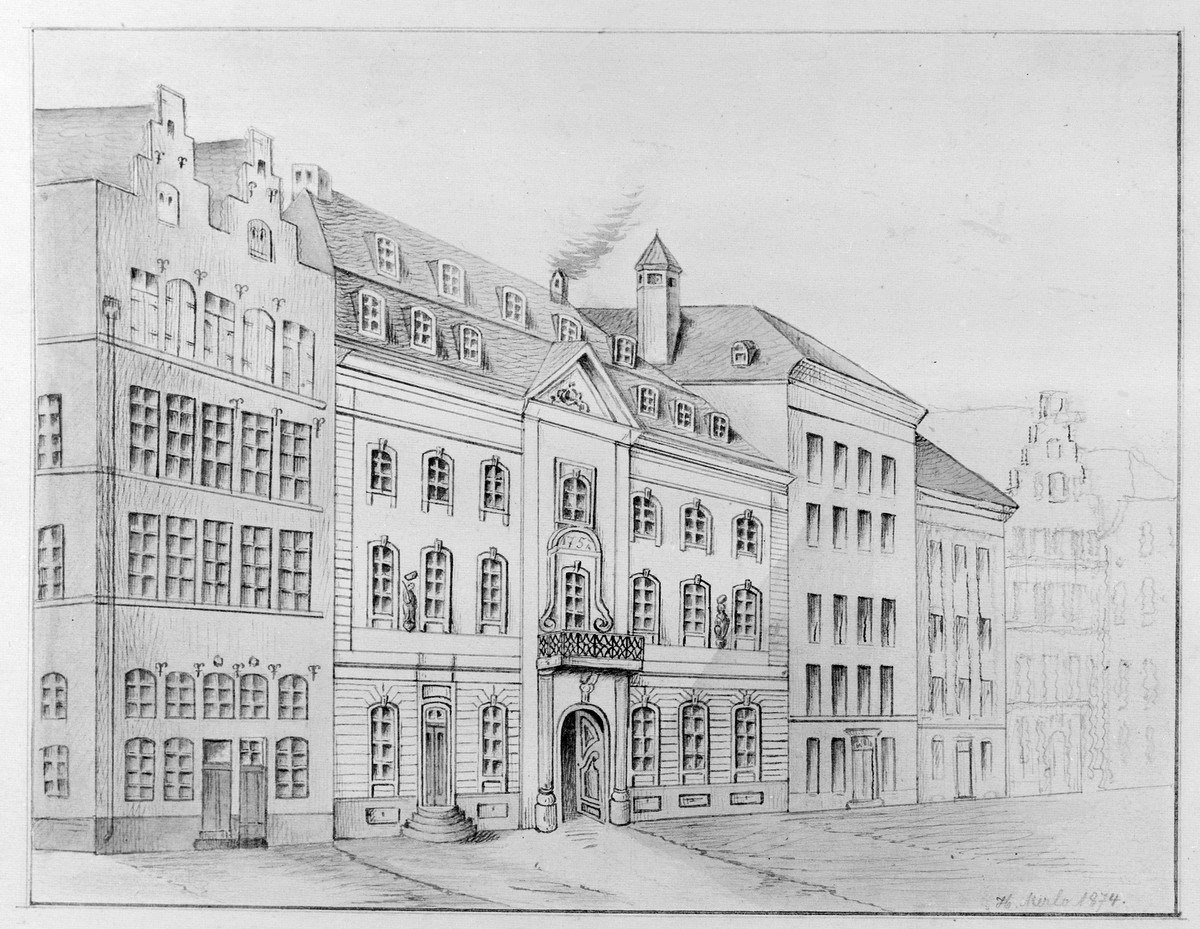
Der 1752 von Bartman neu errichtete Brabanter Hof, Am Hof 20 und 22

1741 heiratete er Elisabeth Theresia Velden. Ihre Eltern gehörten zu den reichen Kölner Kaufmannsfamilien und besaßen unter anderem die Häuser Alter Markt Nr. 47 und 51 sowie Unter Käster 12 im Zentrum der Altstadt. 1748 erwarb das Ehepaar Bartman die Häuser Am Hof 20 und 22 des ehemaligen Palastes des Herzogs von Brabant, ließ sie abreißen und errichtete dort ein siebenachsiges Stadtpalais im Rokokostil, das Palais Bartman. 
1754 wurde Bartman im Taufregister von St. Laurentius als "juris utriusque licentiatur et advocatus celeberrimus" bezeichnet. Die Hochschultätigkeit setzte er fort und wurde schließlich 1756 Doctor juris utriusque und Professor als Nachfolger von Gerhard Ernst Hamm (1692–1776). 1777 war er zudem Fiscus und 1769 und 1780 Dekan der juristischen Fakultät. 1786 starb er als der "hiesigen Juristen Facultät ältester Professor und Decanus (...) im 76ten Jahr rühmlich erreichten Alters".
Nach seinem Tode und dem seiner Frau (1788) wurde das Palais Bartman von ihren unverheirateten Söhnen Theodor Hermann Joseph und Everhard Joseph Anton sowie der Tochter Gertrud bewohnt. Der Kölner Kaufmann Wilhelm Bartman war sein Enkel.

## Werke
- Disputatio juridica inauguralis ex jure publico de comitiis Imperii romano-germanici, ubi de calculo Minervae, de jure majorum et quandoque unanimium circa conclusa comitialia formanda suffragiorum, Köln 1738
- Positiones ex universo jure (zusammen mit Thomas Dolleschall), Köln 1783
- Dissertatio Inauguralis Juridica De Jure Patronatus, Köln 1783 (Digitalisat)